# Samopal

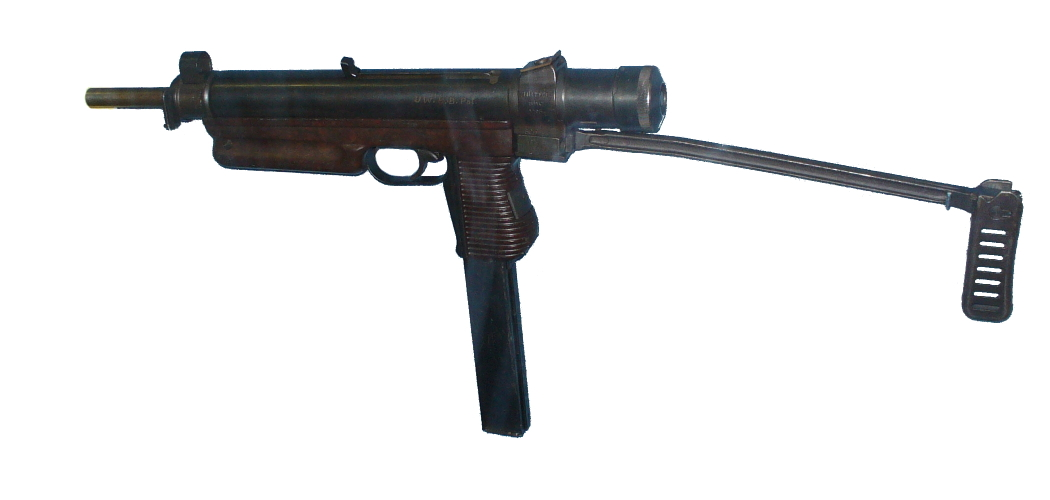
Československý Samopal 25

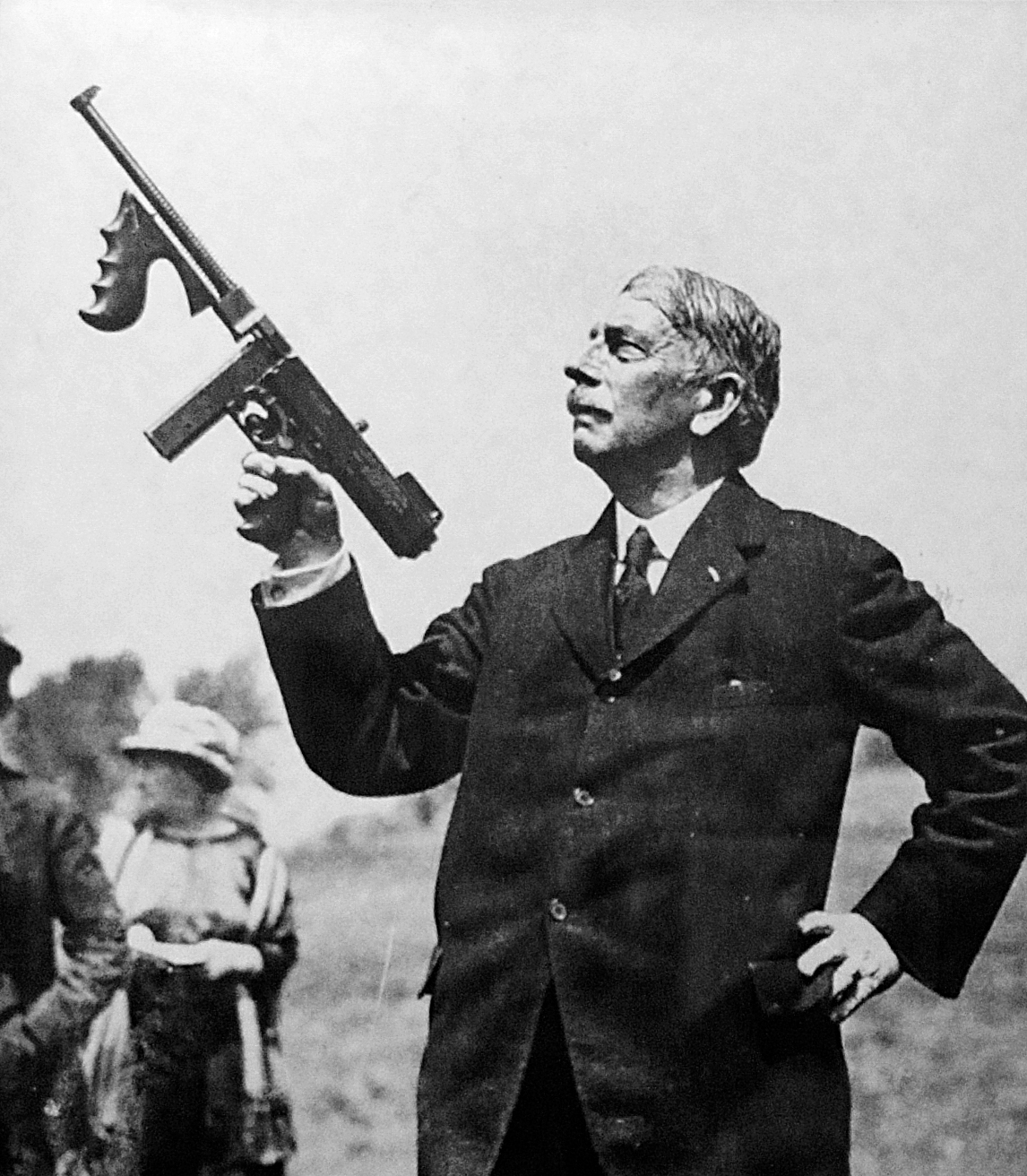
General John T. Thompson se samopalem Thompson M1921

Samopal je ruční samočinná zbraň střílející zpravidla dávkou a používající pistolové náboje. První samopaly se objevují již na konci první světové války, ale jejich největší rozmach přišel až v období druhé světové války.
Jeho značnou nevýhodou je právě použití pistolového náboje, protože má malý účinný dostřel (100–150 m). Také nízký účinek pistolové munice se v boji může výrazně projevit. Jeho výhodou je naopak vysoká kadence a malé rozměry.

## Samopal včeské terminologii
V České republice je tento pojem stále ještě také používán pro útočné pušky jako např. Samopal vzor 58. Tato terminologická anomálie má pravděpodobně původ v 50. letech 20. století, kdy československá vojenská odborná terminologie rozlišovala samopaly
- lehké – určené ke střelbě pistolovou municí, a
- těžké – komorované pro náboj střední balistické výkonnosti, tedy do pušek. Tyto těžké samopaly jsou dnes běžně nazývány termínem útočná puška, ten však v tehdejší politické atmosféře nevyhovoval pro svůj „imperialistický“ původ.[zdroj?]

Tradiční ruský název „Автомат“ (automat) má zase při překladu do češtiny příliš široký rozsah významu. Zůstalo tedy u „samopalu“, přestože dělení těchto zbraní na lehké a těžké se brzy přestalo rozlišovat.

## Historie

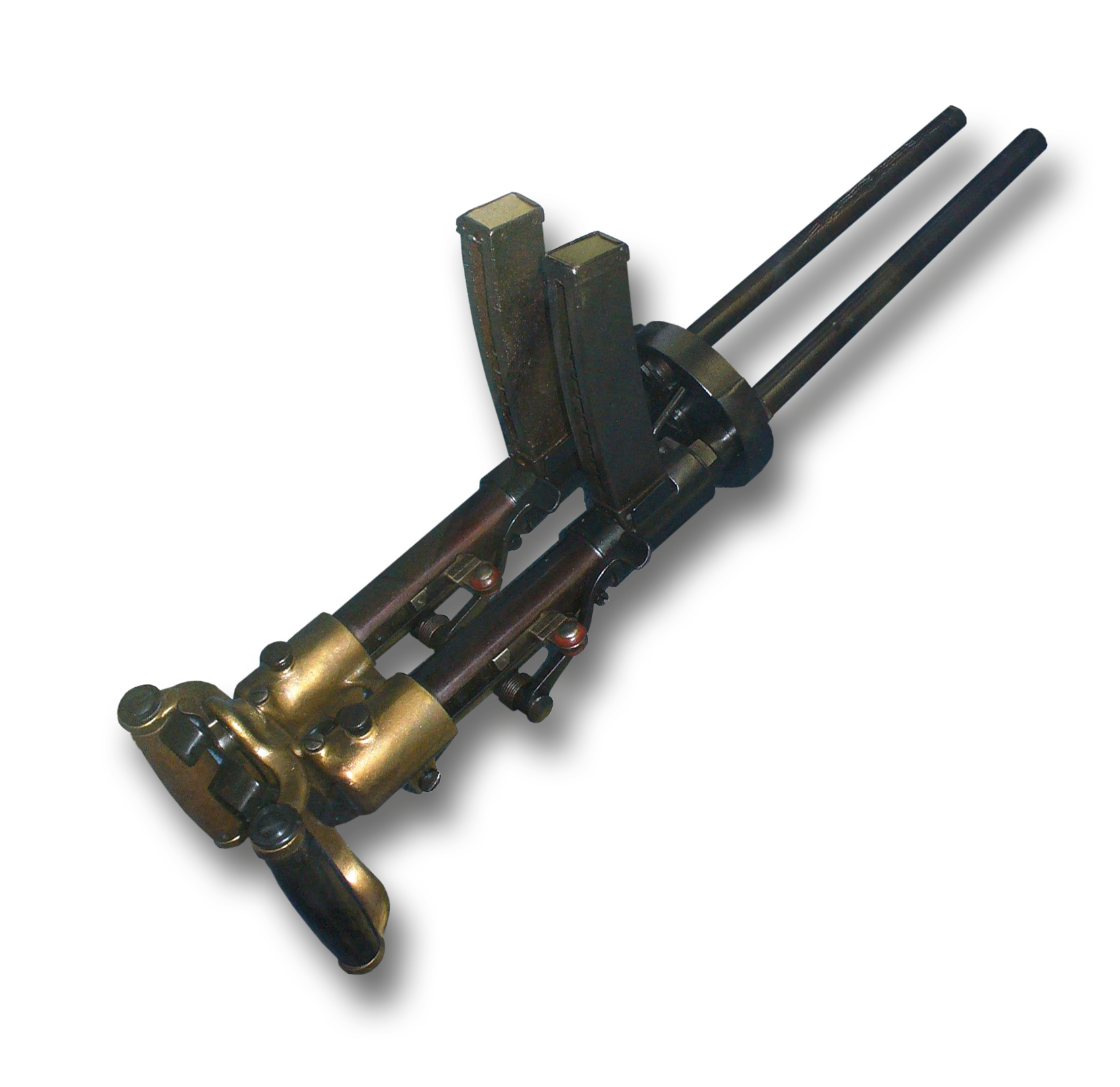
Italský samopal Villar-Perosa (1915)

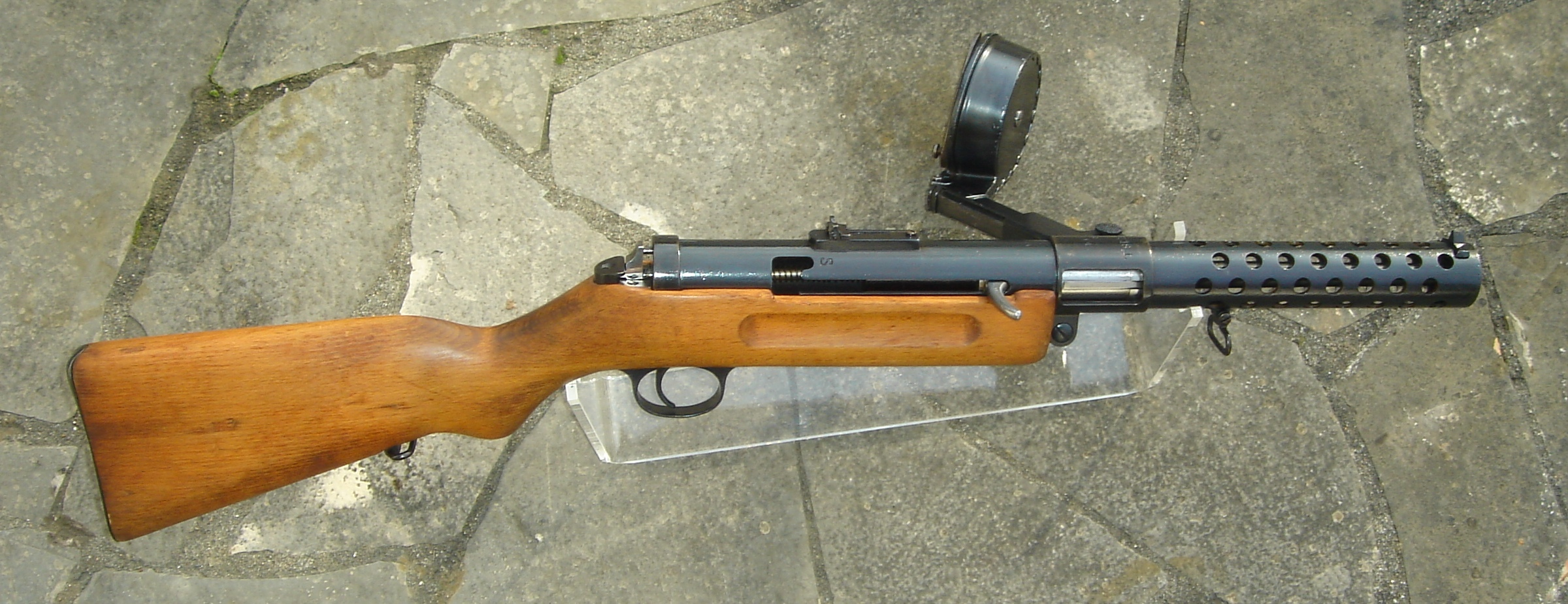
Německý samopal Bergmann MP 18/I (1918)

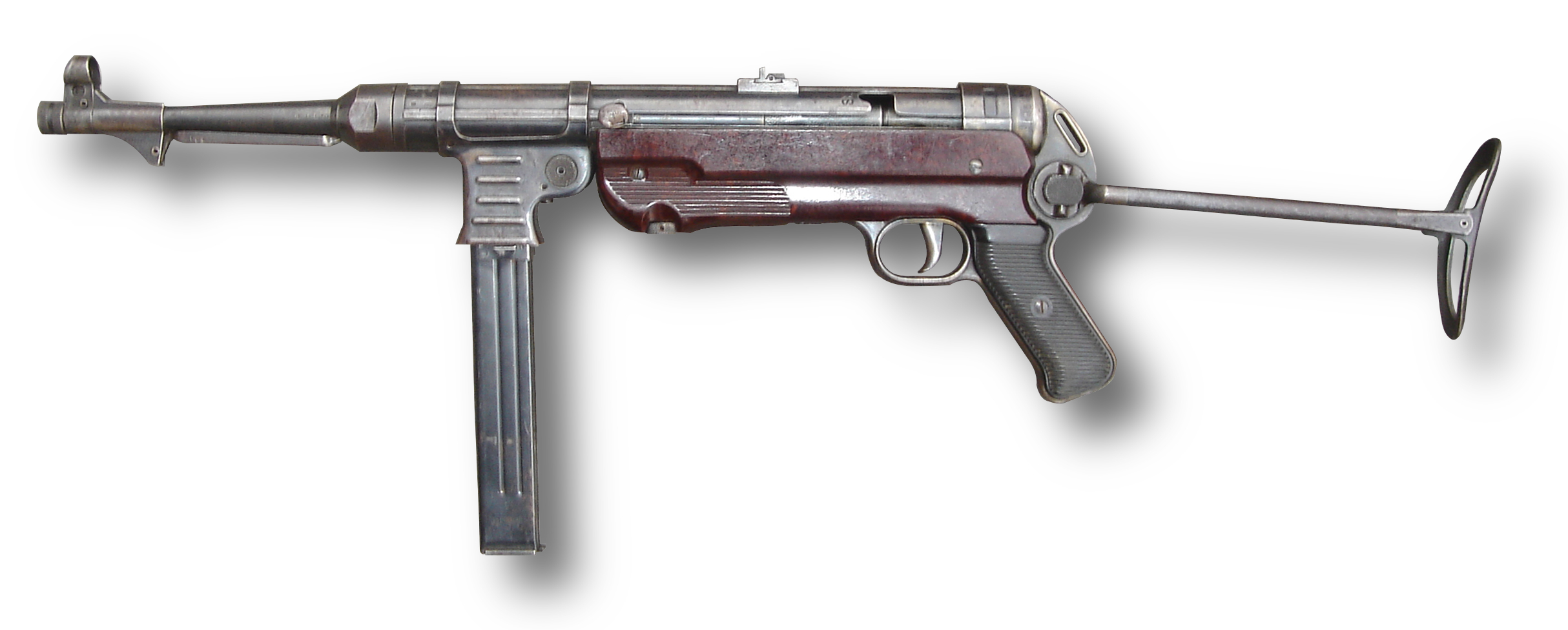
MP40 ráže 9mm Parabellum

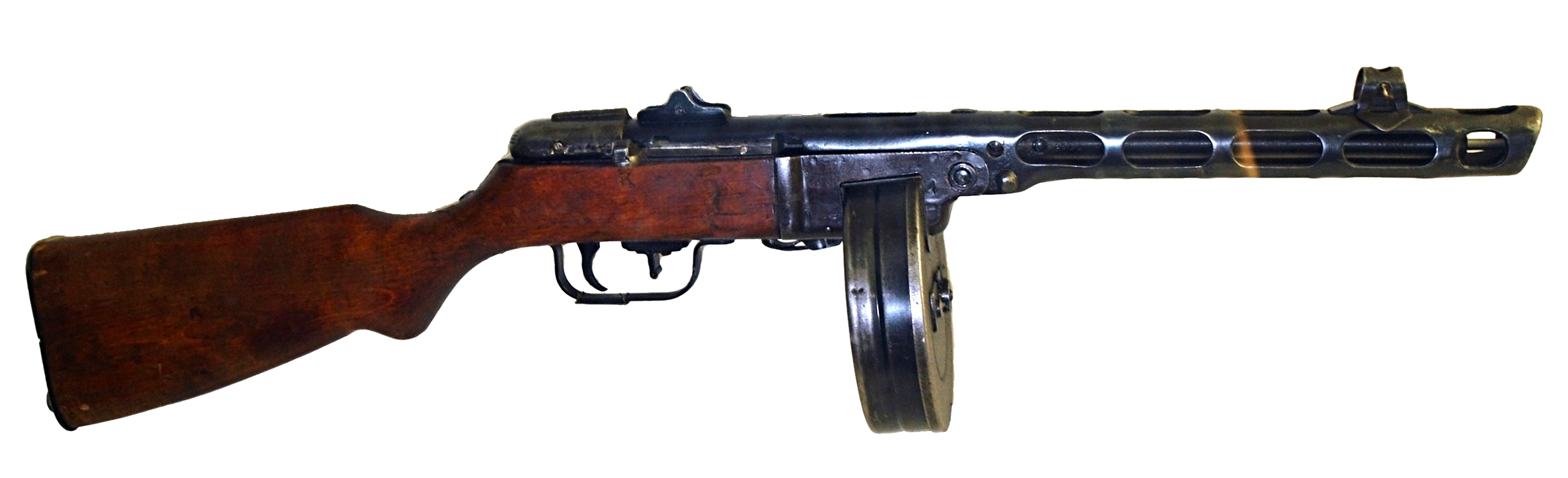
Sovětský samopal Špagin PPŠ-41 (1941)

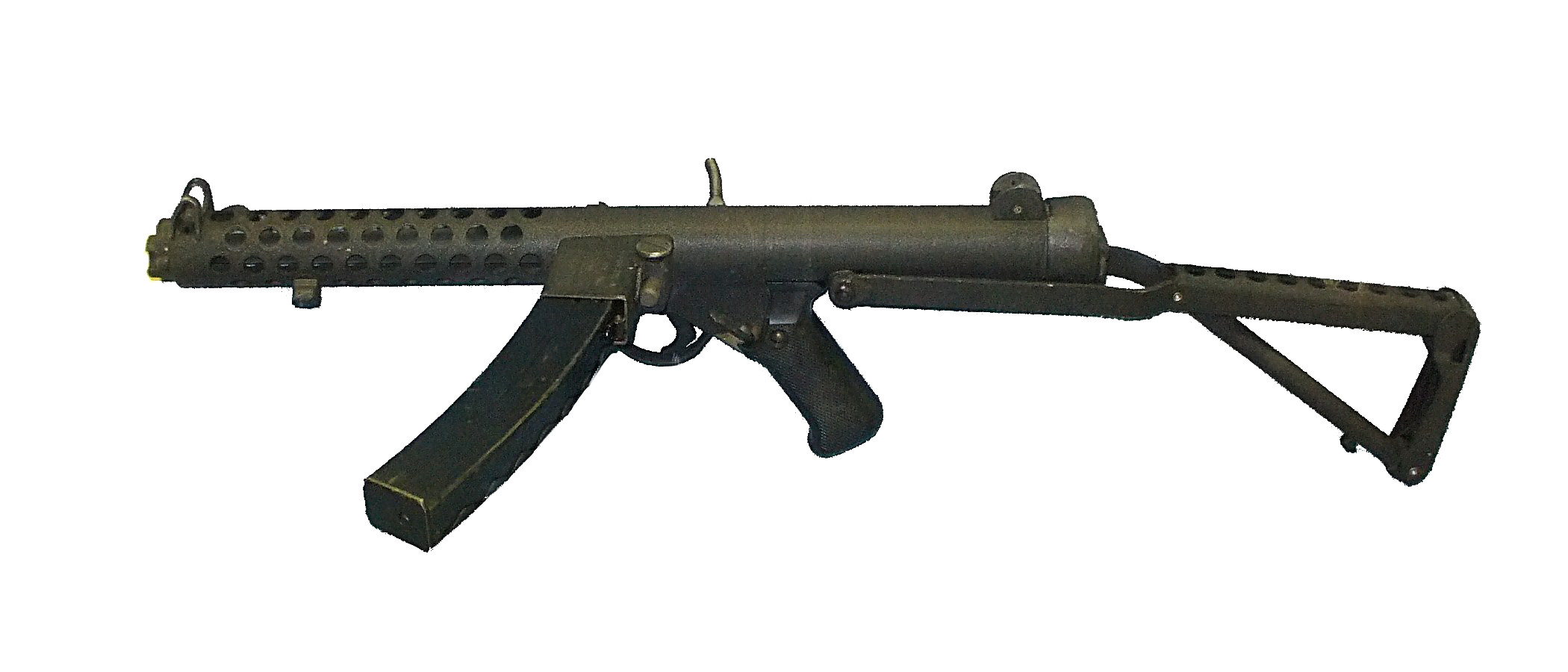
Britský Samopal Sterling L2 A3 (1954)

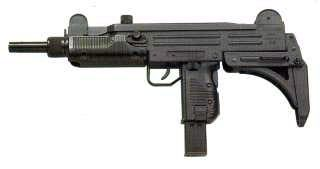
Izraelský samopal Uzi (1948)

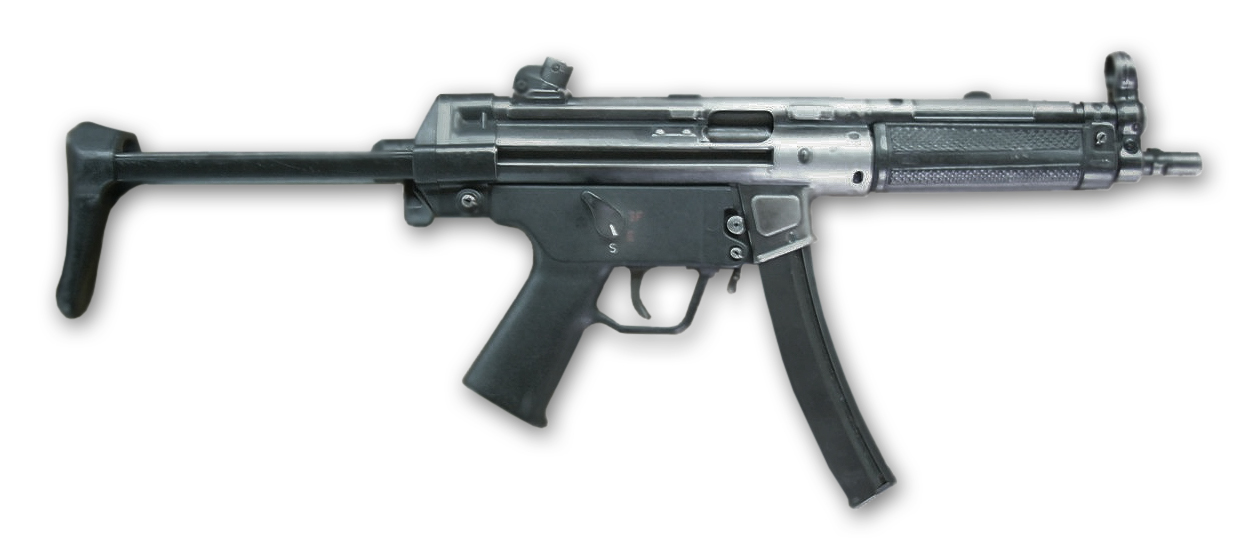
Německý samopal Heckler & Koch MP5 (1960)

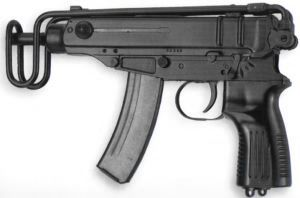
Československý Samopal vz. 61 (1961)

V průběhu první světové války byly vzneseny požadavky na zvýšení palebné síly pěchoty. Při nepřehledných bojích v zákopech a při výpadech malých útočných skupin se objevila potřeba lehké zbraně s velkou hustotou palby, obsluhované jedním mužem. Ukázalo se, že dosažení tohoto cíle bude možné pouze za použití nově zavedených rychlopalných automatických zbraní. Základním druhem automatické palné zbraně byly doposud pouze kulomety, které dosáhly značného rozšíření, díky čemuž odpadla nutnost střelby z pušek na velké vzdálenosti. Tím se ukázalo, že dostřel standardních opakovacích pušek a výkonnost jejich nábojů jsou zbytečně vysoké. Lehké kulomety vyžadovaly ale dva muže obsluhy a nedalo se s ním efektivně střílet z ruky a za chodu. Opakovací pušky měly zase velké rozměry a nízkou zásobu střeliva. Rovněž se zjistilo, že hlavním nedostatkem opakovaček je relativně malá rychlost palby, zejména při střelbě na krátké vzdálenosti, například při odrážení útoku.
Prvním pokusem o zavedení nové a účinnější hlavní zbraně pěchoty byla snaha o sestrojení samočinné pušky střílející dávkou. Tyto snahy však nikde neskončily úspěchem. Vzniklé nové vzory samočinných pušek zaostávaly za opakovačkami v hmotnosti, kompaktnosti a zejména ve spolehlivosti, a proto se mnoho neosvědčily.
Další cestou bylo vytvořit novou zbraň využívající již existujících pistolových nábojů. Taková zbraň vznikla za první světové války a dostala název samopal. Samopaly v porovnání s opakovacími puškami měly poměrně vyšší rychlost palby, ale značně za nimi zaostávaly v dostřelu, průbojnosti a přesnosti střelby. Z toho důvodu nemohly zcela nahradit pušku a sloužily spíše ke zvýšení palebné síly pěchoty při boji zblízka. Samopaly měla být proto vyzbrojena pouze část pěchoty, zbytek používal opakovací pušky.
Roku 1915 byl zkonstruován Italem Abielem Revellim první prototyp samopalu nazvaný Villar-Perosa M 1915. Určen měl být původně pro potřeby letectva. Byly to dva kulomety spojené do páru a střílející pistolové náboje. Dva schránkové zásobníky na 25 nábojů ráže 9 mm byly nasazovány shora. Tento první samopal měl řadu nedostatků, přesto jej italská armáda zavedla do výzbroje a v Rakousko-Uhersku byl koncem války kopírován jako Sturmpistole M 18. Používal se zvláště při zákopových bojích a v horách buď podepřený dvojnožkou, nebo nesený ve speciálním postroji na prsou. Nejpodstatnější problémy představovala příliš velká rychlost střelby (2000 ran/min), což mělo za následek rychlé přehřívání, dále špatná přesnost, minimální stabilita a nadměrná hmotnost (8,14 kg).
V roce 1918 se v Německu objevuje samopal Bergmann MP 18/I. Konstrukčně byl velmi zdařilý, avšak nebyl prověřen v bojových podmínkách. Konstrukce tohoto samopalu a složení mechanismů byly používány bez podstatných změn pro vzory v různých zemích o mnoho let později.
Vyskytly se rovněž pokusy spojit do jednoho vzoru výhody pušky i samopalu. Tato myšlenka spočívala v tom, že každý voják vyzbrojený puškou bude mít u sebe zvláštní zařízení, s jehož pomocí by bylo možno v případě potřeby změnit pušku střílející puškovými náboji na zbraň střílející pistolové náboje. Pro své podstatné nedostatky se ovšem tato idea nerozšířila.
V meziválečném období docházelo spíše k útlumu v konstrukcích nových samopalů a teprve v průběhu lokálních konfliktů ve 30. letech se ukázaly jejich výhody pro moderní pohyblivý způsob vedení boje. Nejvíce se z těchto zkušeností poučila německá armáda, která zavedla samopaly ve velkém počtu do výzbroje již v roce 1939. Ke značnému rozšíření samopalů dochází v průběhu druhé světové války. Zbraně zavedené před válkou byly většinou značně výrobně složité a nákladné, a tak v průběhu války vznikaly nové, jednodušší vzory produkované v masovém měřítku. Hlavně v Rudé armádě byly vytvářeny zvláštní jednotky samopalníků vyzbrojené pouze touto zbraní. Samopaly se stávají velmi oblíbeným a široce používaným typem zbraně pro svou kompaktnost a pohotovost při boji v zákopech, budovách, lesních porostech a pro značně vysokou rychlost palby. Rovněž měly snadnou a jednoduchou obsluhu, díky své nepříliš složité konstrukci byla levná i jejich výroba.
V poválečném období jsou samopaly jako armádní zbraň nahrazovány novými útočnými puškami, které v sobě spojily výhody samopalů i pušek. Jejich vývoj pokračuje i v současnosti, nyní především jako policejní zbraně.

## Konstrukce
Počátkem 30. let došlo ke značnému rozvoji samopalů. Jednotlivé vzory byly vnějším vzhledem sice naprosto odlišné, ale mechanicky vycházely prakticky ze stejného principu. V době vzniku samopalů totiž existovaly reálné předpoklady k dosažení optimálního schématu. Patřilo k nim použití nábojů s nevelkou energií zpětného rázu, které umožňovaly maximální jednoduchost konstrukce zbraňových mechanizmů a také zkušenosti s návrhy jiných typů samočinných zbraní. Typická konstrukce samopalu má následující hlavní rysy:
- Hlaveň je delší než pistolová a kratší než pušková, je spojena s pouzdrem závěru, v němž je umístěn masívní závěr a jeho pružina. Vnější povrch hlavně bývá hladký, může být i žebrovitý (lepší chlazení). Někdy bývá hlaveň uložena uvnitř ochranného pláště s ventilačními kruhovými nebo podélnými otvory.
- Během druhé světové války se také zlevňuje výroba samopalů zhotovených z plechových výlisků.
- Spoušťová ustrojí mohou mít přepínače umožňující střílet jednotlivými ranami nebo dávkami (některé modely mají režim střelby 2–4rannou dávkou či regulátor rychlosti střelby).
- Zásobování náboji je zprostředkováno zakřivenými, schránkovými nebo diskovými zásobníky, umístěnými zdola (většina samopalů), v menší míře z boku (např. samopal Sten) nebo výjimečně shora (samopal Owen).
- Hledí jsou různá, používají se pevná nebo stavitelná puškového typu, ale nejčastěji jsou překlápěcí (dva různě vysoké, na různou vzdálenost určené plátky s otvory nebo zářezy).
- Používají se různé kompenzátory zpětného rázu a úsťové brzdy zmenšující pohyb zbraně při střelbě a tím zvyšující její přesnost.
- Pažby různých tvarů a rozměrů bývají někdy nahrazeny sklopnými či výsuvnými ramenními opěrkami.
- Princip činnosti mechanizmu je téměř u všech samopalů shodný. Využívá se zpětného rázu neuzamčeného závěru, pouze ojedinělé vzory mají uzamčený závěr.
- U naprosté většiny samopalů probíhá střelba následujícím způsobem. Zbraň připravená k palbě nemá náboj v nábojové komoře, ale v zásobníku, hlaveň je prázdná a závěr otevřený. Masívní součástka tvořící zároveň závěr i úderník po stisknutí spouště hnaná vpřed pružinou vsune náboj ze zásobníku do nábojové komory, uzavře hlaveň a úderem do zápalky náboje vyvolá výstřel.
- Přesnost při střelbě jednotlivými ranami negativně značně ovlivňuje prudký pohyb masivního závěru dopředu, který způsobuje odchýlení zaměřené zbraně po vypuštění závěru ze zadní polohy, tedy ještě před výstřelem.

## Známé samopaly
- Hafdasa C-4
- Halcon M-1943
- MP5
- MP40
- PPŠ-41 Špagin
- Sten
- Samopal vzor 61 Škorpion
- Thompson
- Uzi